# دانة مهلبة
الدانة  المهلبة أو الغصة المهلبة (باللاتينية: Ballota hirsuta) نوع نباتي يتبع جنس الدانة من الفصيلة الشفوية من رتبة الشفويات.
الأسماء المحلية : مغروي، مروتة، أفرغاقي وتيمراست و افيس ( بالتارقية).

## الوصف النباتي
هو نبات حولي أو معمر، يتراوح طوله بين 0.50 سم ومتر ونصف. الأوراق بيضاوية أو دائرية.مسننة قليلا . ازهاره وردية أو أرجوانية اللون.

## الموطن والانتشار
موطنها المغرب العربي وإسبانيا والبرتغال.

## مرادفات للاسم العلمي
- (باللاتينية: Zapateria hirsuta (Benth.) Pau)